# Surdis auribus canere
 Surdis auribus canere  лат. (изговор: сурдис аурибус канере). Пјевати глувим ушима. (Тит Ливије )

## Поријекло изреке
Изрекао Тит Ливије (лат. Titus Livius), највећи историчар из времена првог римског цара Октавијана Августа (смјена старе у нову еру).

## Тумачење
Не вриједи говорити онима који неће да чује. То је исто што и причати у вјетар - узалуд се трудити.